# Gouania willdenowi
Gouania willdenowi, auf Deutsch auch Stumpfschnäuziger Schildbauch genannt, ist der einzige Vertreter der Gattung Gouania aus der Familie der Schildfische. Über den Stumpfschnäuzigen Schildbauch ist sehr wenig bekannt, obwohl er im Mittelmeer nicht selten ist – aber der Fisch wird wegen seiner geringen Körpergröße (5 cm) und versteckten Lebensweise oft übersehen oder „geringgeschätzt“. Der wissenschaftliche Name gedenkt zweier Botaniker des 18. Jahrhunderts (Gouan und Willdenow).

## Beschreibung
Briggs gibt in seiner Gobiesociden-Monographie (1955) für diesen kleinen Schildbauch folgende Merkmale an: Färbung variabel (anpassungsfähig): grau bis blassgelb (daher der gelegentlich verwendete Name „Schweinchenfisch“), auch bräunlich mit blassroten Punkten oder dunklen, unregelmäßigen Querbinden. Die Rücken- und die Afterflosse sind zu niedrigen Säumen reduziert und mit der Schwanzflosse verschmolzen, so dass sich für den Flossensaum ungefähr folgende Flossenformel ergibt: D 22+A 21; P 18-21.
Die Saugscheibe, entstanden aus verschmolzenen V 4, ist vergleichsweise klein, dennoch zweiteilig; die Papillen im hinteren Teil sind groß, aber wenig zahlreich; offenbar besteht hier auch ein deutlicher Sexualdimorphismus.
Der Körper ist 6,6–7,6 mal länger als breit und seitlich abgeflacht, der Kopf ist breiter, rundlich und abgeflacht (daher der Vernakularname „Blutegel“), das Maul ist groß, die Schnauze nicht übermäßig verlängert. Die Zähne sind kegelförmig, klein und nach hinten gebogen, sie liegen in tiefen Klappen in jedem Kiefer, dichter aneinander zu einzelnen Reihen geordnet auf den Seiten. Auf dem dritten Kiemenbogen stehen sechs kleine, spitze Kiemenrechen. Die Wirbelsäule besteht aus 38 Elementen (gegenüber 33–35 bei Lepadogaster) und fällt durch ihre Geschmeidigkeit auf (die Scheibenbäuche können eng zusammengebogen in ihren Verstecken liegen). Pseudobranchien fehlen. Kleine Praeorbitaltentakel sind vorhanden.

## Vorkommen
Nach Whitehead et al. (1986) kommt er an der nördlichen Mittelmeerküste von Frankreich (Banyuls-sur-Mer) bis Syrien vor.

## Ökologie
In der einschlägigen Literatur gibt es bisher keine Angaben zu Ernährung und Fortpflanzung.

## Synonyme
In der Literatur findet sich häufig die falsche Schreibweise Gouania wildenowi.
- Gouana pigra Nardo, 1860
- Gouania prototypus Nardo, 1833
- Lepadogaster piger Nardo, 1827
- Leptopterygius coccoi Troschel, 1860
- Rupisuga nicensis Swainson, 1839